# تمثيل عقلي
التمثيل العقلي أو التمثيل المعرفي (بالإنجليزية: Mental representation) هو التمثُّل الرمزي للواقع الخارجي فرضيًا وداخليًا ومعرفيًا. يوجد المصطلح في فلسفة العقل وعلم النفس المعرفي والعلوم العصبية والعلوم الاستعرافية. أو هو عملية عقلية معرفية تستخدم ذلك التمثل الرمزي، «نظام رسمي لإنشاء كيانات أو أنواع معينة صريحة من المعلومات، مع تحديد طريقة فعل ذلك».
التمثيل العقلي هو الصور الذهنية التي يحدثها العقل للأشياء التي لاتستطيع الحواس الإحاطة بها. في الفلسفة المعاصرة، وتحديداً في مجالات ما وراء الطبيعة مثل فلسفة العقل وعلم الوجود، يعد التمثيل الذهني أحد الطرق السائدة لشرح ووصف طبيعة الأفكار والمفاهيم المجردة.
تُمكّننا التمثيلات العقلية (أو الصور الذهنية) من تمثيل الأشياء التي لم يسبق لنا اختبارها عن طريق الحواس وكذلك الأشياء غير الموجودة في الواقع. تخيل أنك تسافر إلى مكان لم يزره أحد من قبل أو أن لديك ذراعًا إضافيًا. هذه الأشياء لم تحدث قط، أو هي مستحيلة الحدوث وغير موجودة في الواقع، لكن عقلنا وصورنا الذهنية تسمح لنا بتخيلها. على الرغم من أنه يرجح كون هذه العملية عملية استدعاء وتكوين صور ذهنية مرئية، فإن الصور الذهنية قد تترلن
ضمن تمثيلات لأي من الخبرات الحسية، مثل السمع، أو الرائحة، أو التذوق. يقترح ستيفن كوسلين، عالم النفس الأمريكي، أن العقل يستدعي الصور للمساعدة في حل أنواع معينة من المشاكل. نحن قادرون على تصور المفاهيم والتجريدات التي لانفهمها وتمثيلها عقلياً لحلها.
تتيح التصورات الذهنية أيضًا للناس تفسير الأشياء الموجودة أمامهم مباشرةً، على الرغم متةبن أن عملية تفسير الدماغ للمحتوى العقلي الذي يُمثَّل ما زالت موضع نقاش.[بحاجة لمصدر]

## النظرية التمثيلية للعقل
التمثيلية (المعروفة أيضًا بالواقعية غير المباشرة) هي التوجه القائل إن التمثيلات هي الطريقة الرئيسية يتصور العقل بها الواقع الخارجي.
تحاول النظرية التمثيلية للعقل شرح طبيعة الأفكار والمفاهيم والمحتويات العقلية الأخرى في إطار فلسفة العقل المعاصرة، والعلوم المعرفية، وعلم النفس التجريبي. على النقيض من نظريات الواقعية الساذجة أو المباشرة، تسلم النظرية التمثيلية للعقل بالوجود الفعلي للتمثيلات العقلية التي تعمل كوسيط بين الكيان موضوع الرصد والأشياء أو العمليات أو الكيانات الأخرى الملاحَظة في العالم الخارجي. ويمثل هذا الوسيط العالم الخارجي ومفرداته للعقل.
على سبيل المثال، عندما يرى شخص أن أرضية مطبخه بحاجة للتنظيف، فإن النظرية التمثيلية للعقل ترى أنه -هذا الشخص- يكون تمثيلاً ذهنيًا يتصور فيه الأرضية وحالتها غير النظيفة.
ترجع أصول النظرية التمثيلية الأصلية أو «الكلاسيكية» إلى توماس هوبز وكانت موضوعًا سائدًا في أفكار الفلسفة التجريبية الكلاسيكية. وفقًا لتلك النسخة من النظرية، كانت التمثيلات العقلية عبارة عن صور (أُطلِقَ عليها غالبًا «أفكار») للأشياء أو الحالات الممثلة. بالنسبة إلى المؤيدين الحدثيين، مثل جيري فودور وستيفن بينكر وغيرهم، فإن النظام التمثيلي يتكون من لغة فكرية داخلية (تسمى بالإنجليزية: Mentalese). يتم تمثيل محتويات الأفكار في هياكل رمزية (صيغ اللغة الذهنية) التي تشبه اللغات الطبيعية ولكن على مستوى أكثر تجريدية، تمتلك تلك اللغة الذهنية بناء جملة ودلالات للرموز مثل تلك الموجودة في اللغات الطبيعية. بالنسبة إلى عالم المنطق والإدراك البرتغالي لويس إم أوغوستو، فإن صياغة الفكرة في هذا المستوى التجريدي الرسمي هي عبارة عن مجموعة قواعد رمزية (أي عمليات، ومعالجات وهيكلة رمزية) ودلالات الفكرة هي: مجموعة هياكل الرموز (المفاهيم والفرضيات). يبرز المحتوى (أي الفكرة) من التداخل له معنى لكلا مجموعتي الرموز. على سبيل المثال، الصيغة «8 × 9» عبارة عن تداخل له معنى، في حين أن «CAT x §» ليس كذلك، «x» هي قاعدة رمزية قد تحمل معنى مع التكوين الرمزي مع «8» و«9»، ولكنها ليست ذات معنى مع التكوين الرمزي «CAT» و «§».
لاحظ الفيلسوف الكندي بي. ثاجارد في كتابه «مقدمة في العلوم المعرفية»، أن «معظم علماء الإدراك يتفقون على أن المعرفة في العقل البشري تتكون من تمثيلات عقلية» وأن «العلم المعرفي يؤكد أن الناس لديهم إجراءات عقلية تعمل عن طريق وسائل التمثيل العقلي لتنفيذ التفكير والفعل».

### القوي مقابل الضعيف، المقيد مقابل المطلق
هناك نوعان من التمثيلات العقلية، تمثيلات قوية وأخرى ضعيفة. تحاول التمثيلية القوية رد العامل الظواهري إلى محتوى قصدي. أما التمثيلية الضعيفة فتدعي أن العامل غير الاعتيادي مجرد تابع للمحتوى القصدي. تهدف التمثيلية القوية إلى تقديم نظرية حول طبيعة العامل الظواهري، وتقدم حلاً لمشكلة الوعي المعقدة. على النقيض من ذلك، فإن التمثيلية الضعيفة لا تهدف إلى إيجاد نظرية للوعي، ولا تقدم حلاً لمشكلة الوعي المعقدة.
يمكن تقسيم التمثيلية القوية إلى صورة مقيدة وصورة مطلقة. لا تتعامل الصورة المقيدة إلا مع حالات ظواهرية معينة، منها الإدراك البصري على سبيل المثال. يصادق معظم مؤيدي التمثيلية على وجود صورة مطلقة من التمثيلية. تُختَزل الحالة التي يكون عليها العامل الظواهري إلى محتوى قصدي في التمثيلية المطلقة. استطاعت تلك الصورة المطلقة للنظرية التمثيلية أن تضع نظرية عامة تفسر طبيعة العامل الظواهري، وقدمت حلاً لمشكلة الوعي المعقدة. يقدم الاختزال الناجح للعامل الظواهري إلى محتوى قصدي حلاً لمشكلة الوعي المعقدة لكنه مرتبط بإيجاد وصف فيزيائي لمفهوم القصدية.

### مشكلات الصورة المطلقة
يحتج من ينتقض الصورة المطلقة للتمثيلية بالحالات الذهنية الظواهرية التي تفتقر إلى المحتوى القصدي. تسعى النسخة المطلقة لتفسير جميع الحالات الظواهرية. بناء على ذلك، ولكي يكون هذا التفسير صحيحًا، يجب أن يكون لدى جميع حالات العامل الظواهري محتوى قصدي تُختَزَل إليه. الحالات الظواهرية التي لا تنطوي على محتوى قصدي هي بمثابة مثال مضاد للصورة المطلقة. إذا لم يكن للحالة محتوى قصدي، فلن يكون العامل الظاهري قابلاً للاختزال في محتوى قصدي لتلك الحالة، فليس لديها محتوى قصدي من الأساس.
ومن الأمثلة الشائعة على هذا النوع من الحالات، المزاج. الحالة المزاجية هي حالة ذات عامل ظواهري يعتقد عمومًا أنها غير موجهة لأي شيء بعينه. يُعتقد أن الحالة المزاجية تفتقد إلى التوجيه، على عكس العواطف، التي يُعتقد أنها موجهة في العادة إلى أشياء معينة، فقد تغضب من أخيك مثلاً، أو تخاف من حيوان خطير. يخلص الناس إلى أنه بسبب طبيعة عدم التوجيه التي تتصف بها الحالة المزاجية، فهي أيضًا غير قصدية، أي أنها تفتقرإلى الإرادة أو القصدية. لأنها ليست موجهة إلى أي شيء، ليست معنية بأي شيء. وبما أنها تفتقر إلى القصدية فهي تفتقر إلى المحتوى القصدي، فلا يمكن اختزال عاملها الظواهري إلى محتوى قصدي بسبب افتقارها له. وهي بذلك داحضة للمذهب التمثيلي.
على الرغم من أن المشاعر عادةً ما يتم اعتبارها ذات توجه وقصد، أصبحت هذه الفكرة محل تساؤل. قد يختبر المرء أحيانًا عواطف مفاجئة لا تبدو أنها موجهة لأحد أو لشيء معين. تعد العواطف المستثارة نتيجة الاستماع إلى الموسيقى مثالًا آخر محتملاً على المشاعر غير القصدية وغير الموجهة. لا يبدو أن المشاعر التي تُثار بتلك الطريقة موجهة نحو أي شيء بالضرورة، ولا حتى تجاه الموسيقى التي تثيرها.